# Adam Patla
Adam Patla, pseudonim Kozica (ur. 14 lipca 1899 w Babicach, zm. 15 września 1984 w Krakowie) – polski górnik i geolog, żołnierz Legionów Polskich i Armii Krajowej

## Życiorys
Dzieciństwo i młodość spędził w Nowym Targu. W czasie I wojny światowej był członkiem Polskiej Organizacji Wojskowej, służył w Legionach Polskich. Po zakończeniu wojny brał udział w III powstaniu śląskim. W 1920 r. zdał maturę i rozpoczął studia na Akademii Górniczo-Hutniczej w Krakowie. Studia ukończył w 1929 r. z tytułem  inż. górnictwa. W latach międzywojennych pracował w kopalni węgla kamiennego w Radzionkowie.
W czasie II wojny światowej służył jako żołnierz w Armii Krajowej. Został aresztowany i trafił do obozu koncentracyjnego Auschwitz-Birkenau, gdzie przebywał do 1945 r.
Po zakończeniu wojny został zatrudniony w Centralnym Zarządzie Przemysłu Węglowego w Katowicach oraz jako wykładowca Politechniki Wrocławskiej i Uniwersytetu Wrocławskiego. W ramach pracy zawodowej oddelegowany do Dyrekcji Zjednoczenia Przemysłu Węgla Brunatnego w Żarach zajmował się inspekcjami i uruchomianiem kopalń na terenie Ziem Zachodnich. Był orędownikiem wykorzystania w Polsce na masową skalę węgla brunatnego jako źródła energii. Stanął na czele zespołu geologów Państwowego Instytutu Geologicznego, która zajmowała się poszukiwaniem nowych złóż tego surowca. W latach 1950–1952 prowadził badania geologiczne w okolicach Turku, które przyniosły odkrycie pokładów węgla wokół tego miasta i zaowocowały stworzeniem dużego ośrodka wydobywczego.
Do lat 60 XX w. pracował na stanowiskach kierowniczych w Zjednoczeniu Przemysłu Węgla Brunatnego, Katowickim Przedsiębiorstwie Geologicznym i Rybnickim Zjednoczeniu Przemysłu Węglowego. W 1966 r. przeszedł na emeryturę.
Zmarł w 1984 r. w Krakowie. Pochowany został na Cmentarzu Powązkowskim w Warszawie.
Odznaczony: Krzyżem Niepodległości, Krzyżem Walecznych, Złotym Krzyżem Zasługi, Medalem Górnictwa na 1000-lecie Państwa Polskiego i Krzyżem Kawalerskim Orderu Odrodzenia Polski. Od jego imienia pochodzą nazwy kopalni KWB Adamów i elektrowni Adamów w Turku.